# Convención de Viena sobre Relaciones Diplomáticas

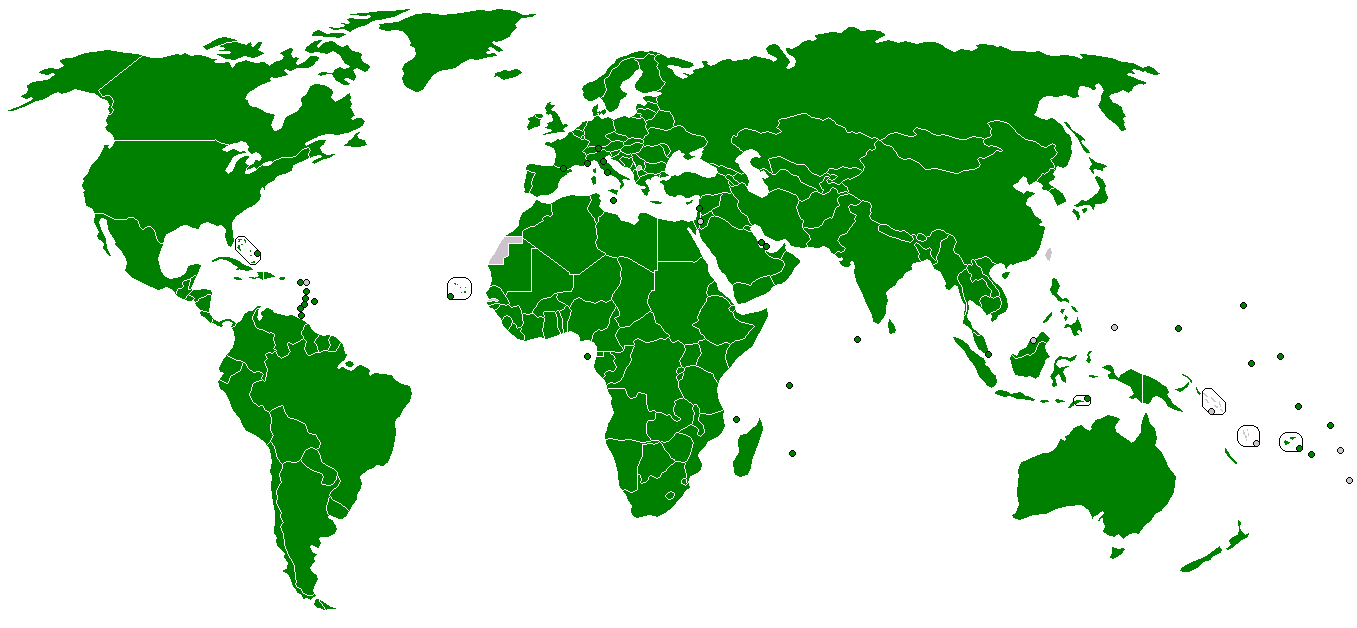
Mapa mundial que indica los países que han ratificado la Convención (verde oscuro) y los que simplemente la han firmado (verde claro)

La Convención de Viena sobre Relaciones Diplomáticas es un tratado internacional que regula las relaciones diplomáticas entre los países y la inmunidad del personal diplomático. Fue adoptada el 18 de abril de 1961 en Viena (Austria) y entró en vigor el 24 de abril de 1964. Fue complementada en 1963 por la Convención de Viena sobre Relaciones Consulares. 190 Estados (todos los Estados miembros de la ONU y los observadores permanentes como la Autoridad Nacional Palestina o la Santa Sede) pertenecen a la Convención y en los Estados que no han firmado el documento (Palaos, Islas Salomón y Sudán del Sur) sus disposiciones se aplican como Derecho Internacional consuetudinario.
Existen dos protocolos adicionales a la convención, ambos de 18 de abril de 1961:
- Protocolo facultativo sobre adquisición de nacionalidad,
- Protocolo facultativo sobre la jurisdicción obligatoria para la solución de controversias.

## Historia
A lo largo de la historia de Estados soberanos, los diplomáticos han gozado de un status especial. Su función de negociar acuerdos entre estados exige ciertos privilegios especiales. Un enviado de otra nación es tradicionalmente tratado como un invitado, sus comunicaciones con su nación natal tratadas como confidenciales, y su libertad de coerción y su subyugación por parte de la nación anfitriona tratada como esencial.
El primer intento de codificar la inmunidad diplomática en derecho diplomático ocurrió con el Congreso de Viena, Austria en 1815. A esto siguió mucho más tarde la Convención sobre los Oficiales Diplomáticos (La Habana, Cuba 1928).
El actual tratado sobre el tratamiento de los diplomáticos fue el resultado de un proyecto de la Comisión de Derecho Internacional. El Tratado fue aprobado el 18 de abril de 1961 por la Conferencia de las Naciones Unidas sobre las Relaciones e Interacciones Diplomáticas, celebrada en Viena (Austria), y aplicado por primera vez el 24 de abril de 1964. La misma Conferencia también aprobó el Protocolo Facultativo relativo a la adquisición de la nacionalidad, el Protocolo Facultativo relativo a la solución obligatoria de controversias, el Acta Final y cuatro resoluciones anexas a esa ley. Un aspecto notable que surgió del tratado de 1961 fue el establecimiento del status de inmunidad diplomática de la Santa Sede con otras naciones.
Dos años más tarde, las Naciones Unidas aprobaron un tratado estrechamente relacionado, la Convención de Viena sobre Relaciones Consulares.
Resumen de las disposiciones
La Convención de Viena es un documento extenso que contiene 53 artículos. A continuación se presenta una visión general básica de sus disposiciones clave[6].
- La nación anfitriona en cualquier momento y por cualquier motivo puede declarar a un miembro particular del personal diplomático como persona non grata. El Estado que envía debe recordar a esta persona en un plazo razonable o de lo contrario esta persona puede perder su inmunidad diplomática (artículo 9).
- Los locales de una misión diplomática, los locales diplomáticos son las sedes de los embajadores y son inviolables y no deben ser introducidos por el país anfitrión, salvo con permiso del jefe de la misión. Asimismo, el país anfitrión nunca debe registrar los locales, no puede confiscar sus documentos o bienes, y debe proteger la misión de la intromisión o los daños (artículo 22). El artículo 30 amplía esta disposición a la residencia privada de los diplomáticos.
- Los archivos y documentos de una misión diplomática son inviolables y no serán incautados o abiertos por el gobierno anfitrión (artículo 24).
- El país anfitrión debe permitir y proteger la libre comunicación entre los diplomáticos de la misión y su país de origen. Nunca se debe abrir una bolsa diplomática, ni siquiera bajo sospecha de abuso, y un mensajero diplomático nunca debe ser arrestado o encarcelado (artículo 27).
- Los diplomáticos no deben ser responsables de ningún tipo de arresto o detención, y el Estado receptor debe hacer todo lo posible para proteger a su persona y dignidad (artículo 29).
- Los diplomáticos son inmunes a la jurisdicción civil y penal del Estado anfitrión, con excepciones para las actividades profesionales fuera de las funciones oficiales del diplomático (artículo 31). El artículo 32 permite enviar a los Estados a renunciar a esta inmunidad.
- Las misiones diplomáticas están exentas de impuestos (artículo 34) y derechos de aduana (artículo 36).
- Los familiares de los diplomáticos que viven en el país de acogida gozan de la mayoría de las mismas protecciones que los propios diplomáticos (artículo 37).

## Protocolos opcionales
Ese mismo año se aprobó el tratado, se añadieron dos protocolos como enmiendas; los países pueden ratificar el tratado principal sin ratificar necesariamente estos acuerdos facultativos.
En lo que respecta a la adquisición de la nacionalidad. El jefe de la misión, el personal de la misión y sus familias no adquirirán la nacionalidad del país receptor.
En lo que respecta a la resolución obligatoria de controversias. Las controversias derivadas de la interpretación de este tratado pueden presentarse ante la Corte Internacional de Justicia.

## Estados partes en la Convención
A junio de 2020, hay 193 Estados partes en la Convención de Viena, incluyendo a todos Estados miembros de la ONU- con las excepciones de Palaos y Sudán del Sur- y los observadores en las Naciones Unidas: la Santa Sede y la Autoridad Palestina. La República de China firmó y ratificó el Convenio el 18 de abril de 1961 y el 19 de diciembre de 1969, respectivamente, antes de que la ONU concediera el sitio de China a la República Popular China. No hay estados que hayan firmado el tratado pero no lo hayan ratificado.